# اريك نيلسون
اريك نيلسون هو لاعب هوكي الجليد كندي، ولد في 18 أغسطس 1984 في فريدريكتون في كندا.

## وصلات خارجية
- اريك نيلسون على موقع دوري الهوكي الوطني (الإنجليزية)
- اريك نيلسون على موقع EliteProspects.com (الإنجليزية)
- اريك نيلسون على موقع HockeyDB.com (الإنجليزية)